# Ámeri-ház
Az Ámeri-ház egy történelmi épület, az iráni Kásán városában, mely a Zánd-dinasztia idején a névadó Agha Āmeri számára épült, aki Kásán kormányzója volt egykoron. Az épület Kásán városának kiemelkedő épületei közé tartozik a Tabátabáei-házzal és a Borudzserdi-házzal együtt. Az épületet felújították és napjainkban hotelként üzemel. Az épület a környező épületekkel együtt a 18. és a 19. században földrengés következtében megrongálódott, de helyreállították. Az épület több, mint 9000 négyzetméter alapterületű, melyben helyet kapott több tucat szoba, két fürdőház, 7 belső udvar kertekkel és szökőkutakkal. Az épület egy külső és egy belső térre oszlik, mely utóbbi a külvilágot kizárva privát használatú helyiségeket takar. Az épületet gipszminták és tükörmozaikok sormintái díszítik. Az épület fő részei téglából épültek.

## Galéria

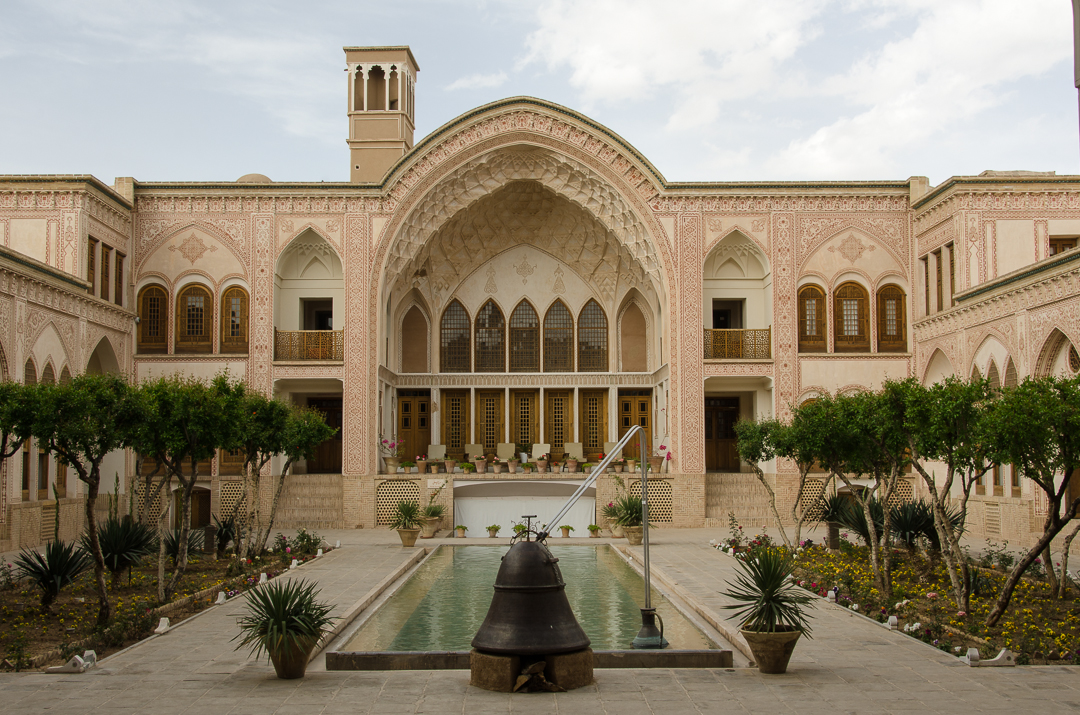
Az Ámeri House fő udvara
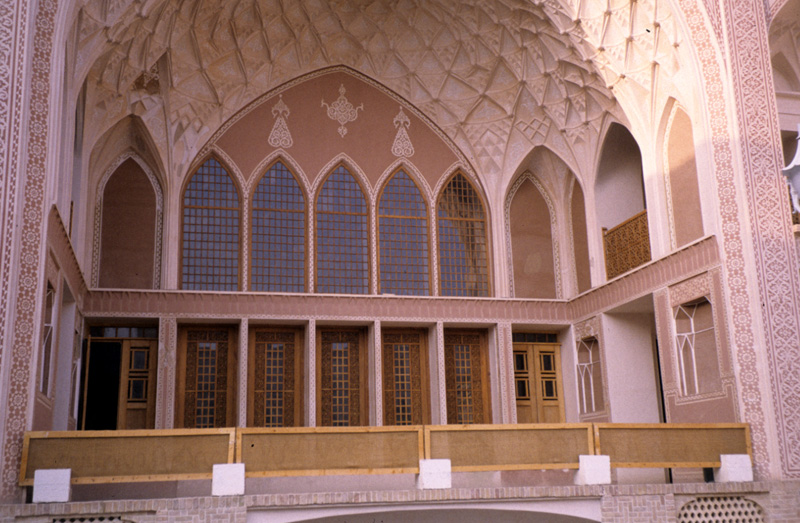
Az épület díszes homlokzatán épült főbejárat
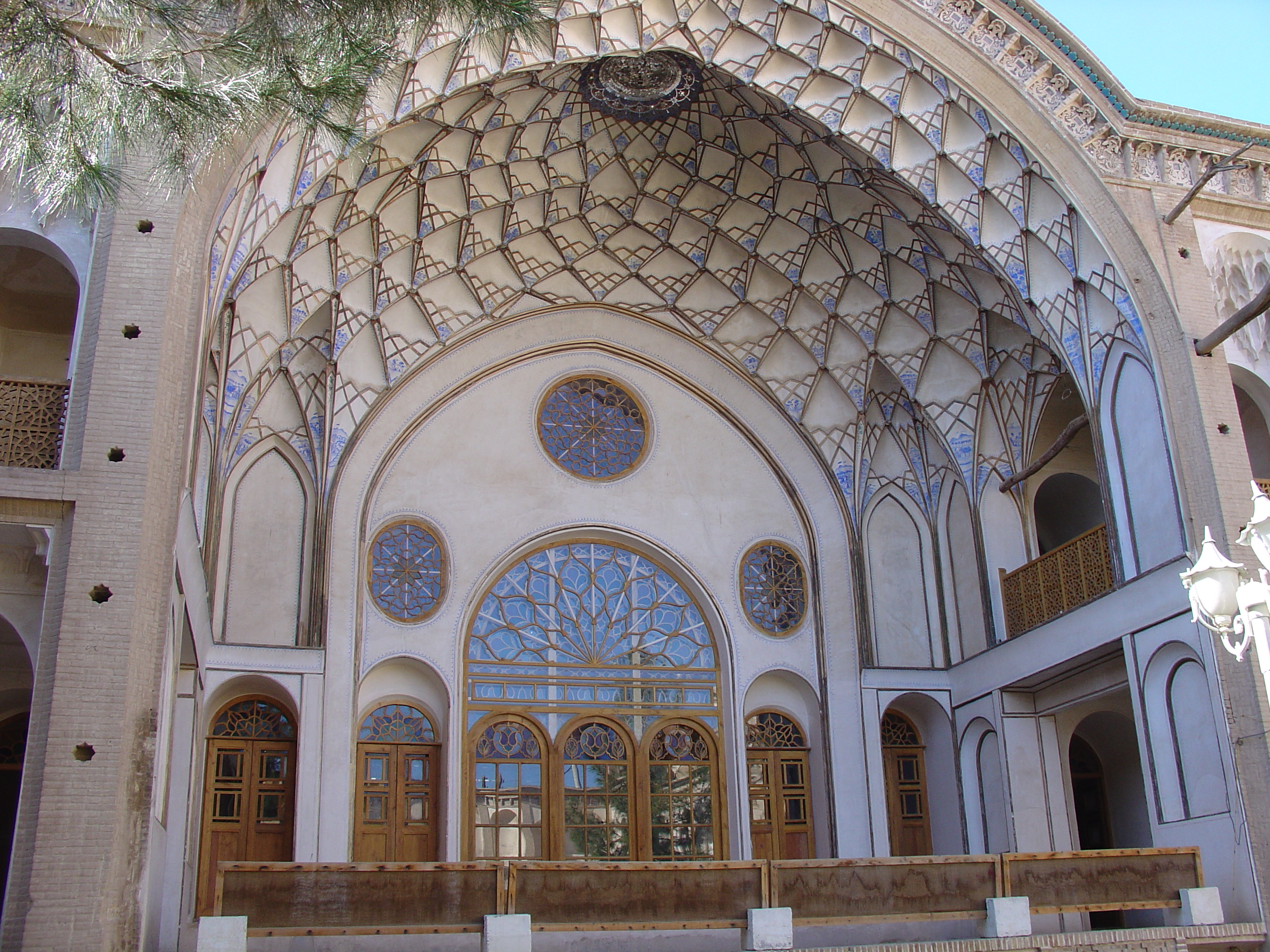
Az épület egyik balkonja
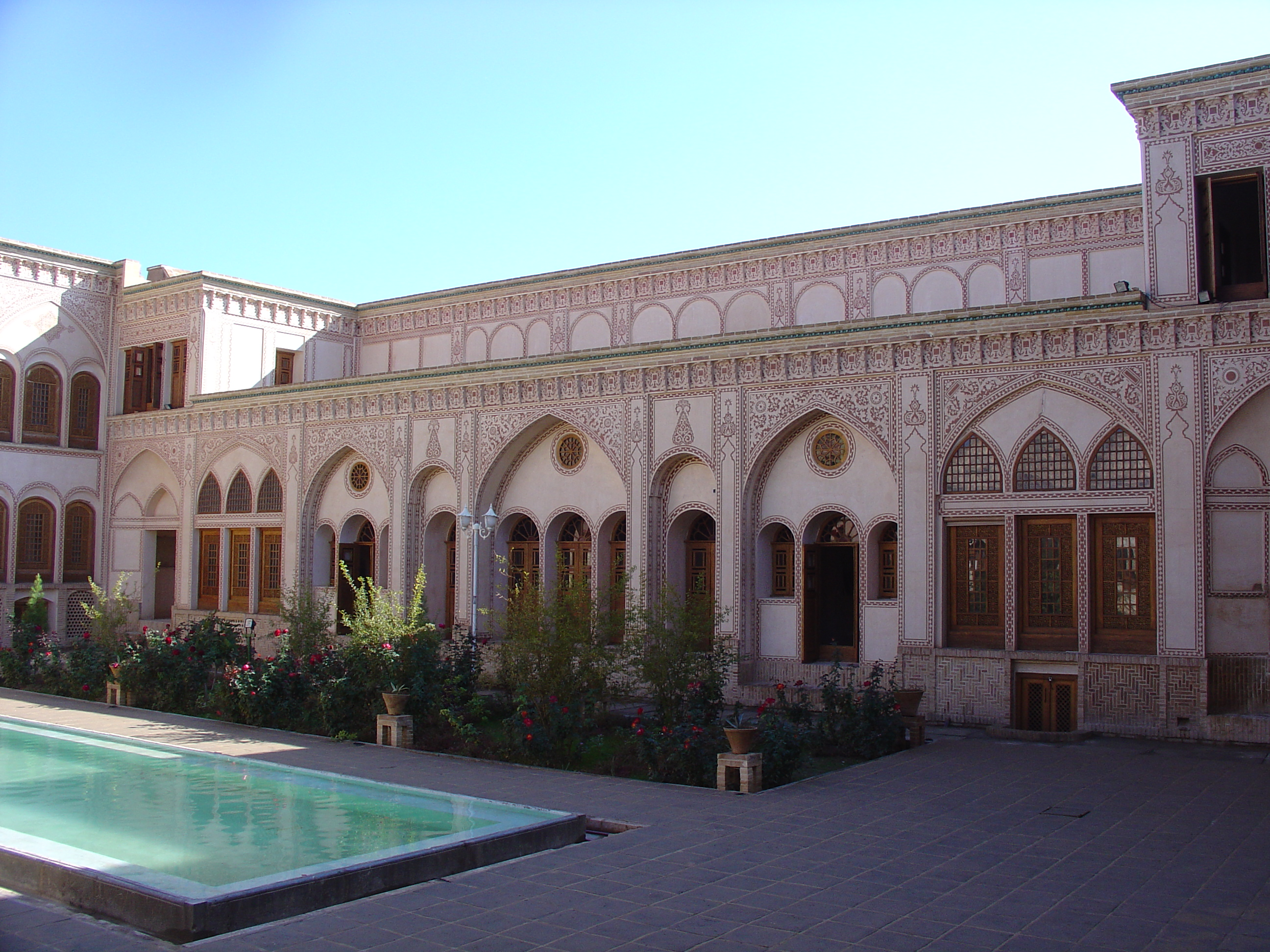
Udvar a ház belső részén
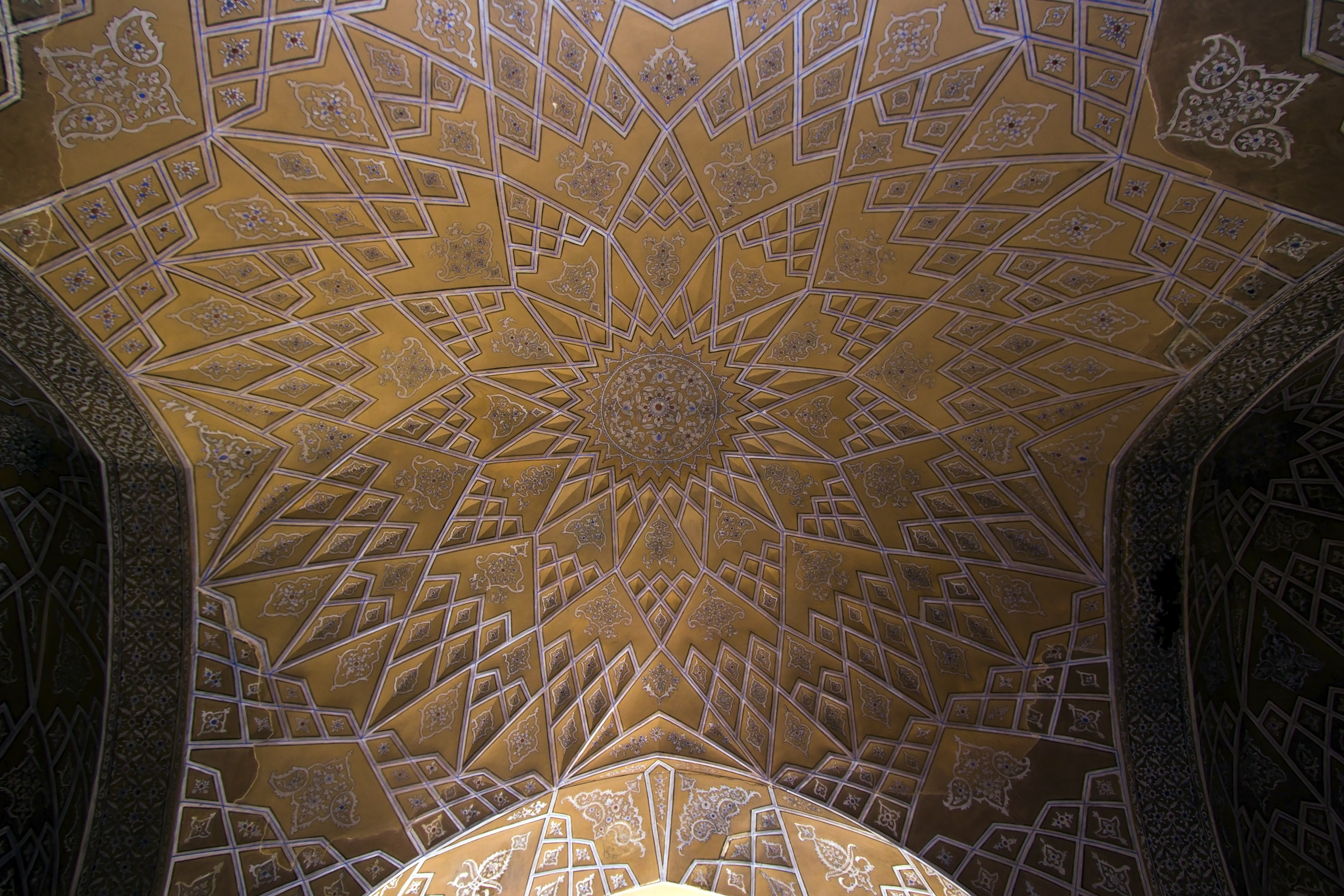
Díszített mennyezet
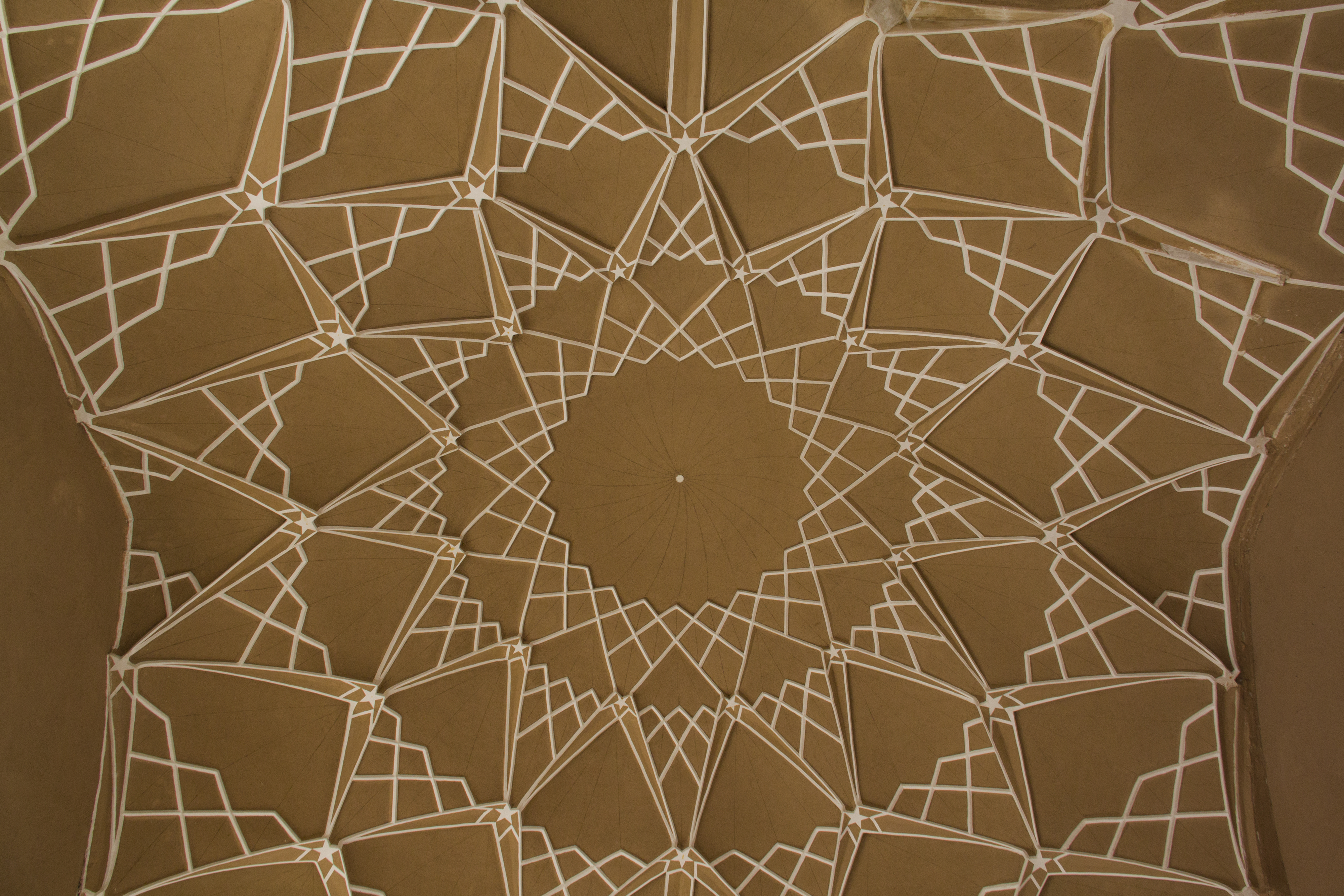
Egy másik díszes mennyezet
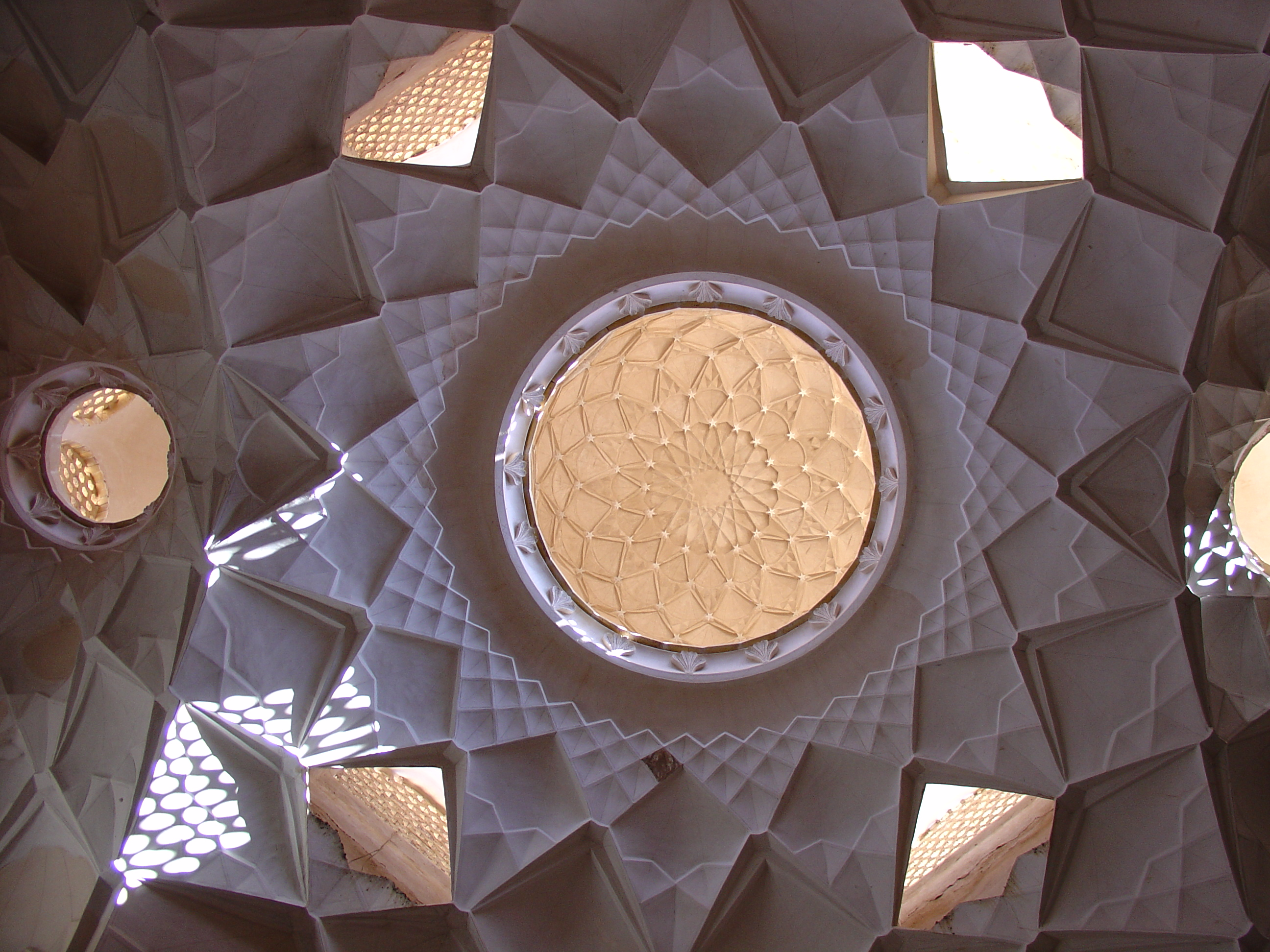
A belső díszítések változatos mintázatúak
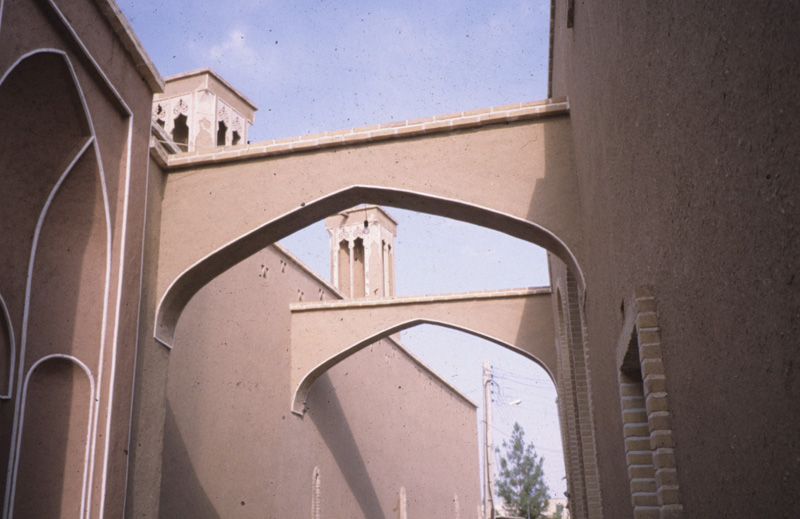
Egy árkád húzódik meg az épület keleti szárnyánál

## Fordítás
Ez a szócikk részben vagy egészben  a(z)   Āmeri House című angol Wikipédia-szócikk ezen változatának fordításán alapul.  Az eredeti cikk szerkesztőit annak laptörténete sorolja fel. Ez a jelzés csupán a megfogalmazás eredetét és a szerzői jogokat jelzi, nem szolgál a cikkben szereplő információk forrásmegjelöléseként.